# Almeida Garrett
João Baptista da Silva Leitão de Almeida Garrett, mais tarde 1.º Visconde de Almeida Garrett (Porto, 4 de fevereiro de 1799 – Lisboa, 9 de dezembro de 1854), foi um escritor e dramaturgo romântico, orador, par do reino, ministro e secretário de estado honorário português.
Grande impulsionador do teatro em Portugal, uma das maiores figuras do romantismo português, foi ele quem propôs a edificação do Teatro Nacional de D. Maria II e a criação do Conservatório de Arte Dramática.

## Biografia

### Primeiros anos
João Leitão da Silva nasceu a 4 de fevereiro de 1799, na antiga Rua do Calvário, n.ºs 18, 19 e 20 (actual Rua Dr. Barbosa de Castro, n.ºs 37, 39 e 41), na freguesia da Vitória, no Porto, filho segundo de António Bernardo da Silva Garrett (1740-1834), nascido no Brasil português, selador-mor da Alfândega do Porto, e de Ana Augusta de Almeida Leitão (1770-1841), casados em 1796. Neto paterno de José Ferreira da Silva e de Antónia Margarida Garrett, nascida em Madrid, e neto materno de José Bento Leitão e de Maria do Nascimento de Almeida. Foi baptizado na Igreja Paroquial de Santo Ildefonso a 10 de Fevereiro de 1799.
Eram seus irmãos: Alexandre José da Silva Leitão de Almeida Garrett (7 de Agosto de 1797 – 24 de Outubro de 1847), que casou com Angélica Isabel Alves Cardoso Guimarães, Maria Amália de Almeida Garrett (ca. 1801 – Sé (Angra do Heroísmo), Ilha Terceira, 25 de Novembro de 1844), que casou com Francisco de Menezes Lemos e Carvalho (São Pedro (Angra do Heroísmo), Ilha Terceira, 20 de Setembro de 1786 – Sé (Angra do Heroísmo), Ilha Terceira, 6 de Outubro de 1862), António Bernardo da Silva Garrett (ca. 1803 – São José (Lisboa), 9 de Novembro de 1838), que morreu solteiro e Joaquim António de Almeida Garrett (ca. 1805 – 21 de Maio de 1845).
Passou a sua infância na Quinta do Sardão, em Oliveira do Douro (Vila Nova de Gaia), pertencente ao seu avô materno José Bento Leitão, altura em que alterou o seu nome para João Baptista da Silva Leitão, acrescentando o sobrenome Baptista do padrinho e trocando a ordem dos seus apelidos. Mais tarde viria a escrever a este propósito: "Nasci no Porto, mas criei-me em [Vila Nova de] Gaia". No período da sua adolescência foi viver para os Açores, na ilha Terceira, quando as tropas francesas de Napoleão Bonaparte invadiram Portugal e onde era instruído pelo tio paterno, D. Frei Alexandre da Sagrada Família da Silva Garrett (1737-1818), Bispo de Angra.
De seguida, em 1816 foi para Coimbra, onde acabou por se matricular no curso de Direito. Em 1818, adoptou em definitivo os apelidos de Almeida Garrett (Almeida era o apelido da avó materna, e Garrett era o apelido da avó paterna, nascida em Madrid em 1710 e que tinha vindo para Portugal no séquito duma princesa), pelos quais ficou para sempre conhecido, passando a assinar-se João Baptista da Silva Leitão de Almeida Garrett. Em 1821 publicou O Retrato de Vénus, trabalho que fez com que fosse processado por ser considerado materialista, ateu e imoral, tendo sido absolvido.

### Presença na revolução liberal

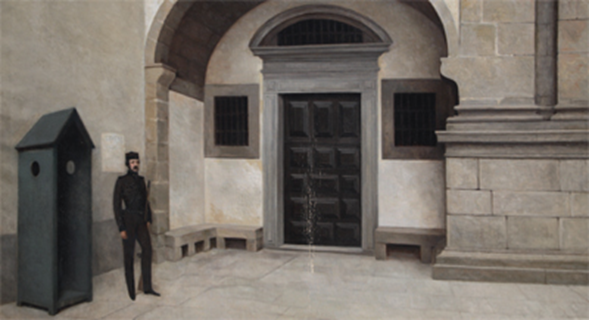
Almeida Garret, enquanto voluntário do Batalhão Académico, de sentinela ao Convento dos Grilos durante o Cerco do Porto.

Almeida Garrett participou na revolução liberal de 1820, de seguida foi para o exílio na Inglaterra em 1823, após a Vila-francada. Antes havia casado com a muito jovem senhorita Luísa Midosi, de apenas 14 anos. Foi em Inglaterra que tomou contacto com o movimento romântico, descobrindo Shakespeare, Walter Scott e outros autores e visitando castelos feudais e ruínas de igrejas e abadias góticas, vivências que se reflectiriam em sua obra posterior.
Em 1824, pode partir para França e assim o fez. Nessa viagem escreveu o muitíssimo conhecido Camões (1825) e Dona Branca (1826, não tão conhecido como o anterior, mas não menos importante), poemas geralmente considerados como as primeiras obras da literatura romântica em Portugal. No ano de 1826 foi chamado e regressou à pátria com os últimos emigrantes. Dedicou-se então ao jornalismo, fundando e dirigindo o jornal diário O Portuguêz (1826-1827) e o semanário O Cronista (1827). Também colaborou na Revista Universal Lisbonense (1841-1859) e na Semana de Lisboa (1893-1895).
Teria de deixar Portugal novamente em 1828, com o regresso do Rei tradicionalista D. Miguel. No ano de 1828 ainda perdeu, para seu grande desgosto, sua filha recém-nascida. Novamente em Inglaterra, publica Adozinda (1828).
Juntamente com Alexandre Herculano e Joaquim António de Aguiar, tomou parte no Desembarque do Mindelo e no Cerco do Porto em 1832 e 1833. Também fundou o Jornal "Regeneração" em 1851 a propósito do movimento político da regeneração.

### Vida política

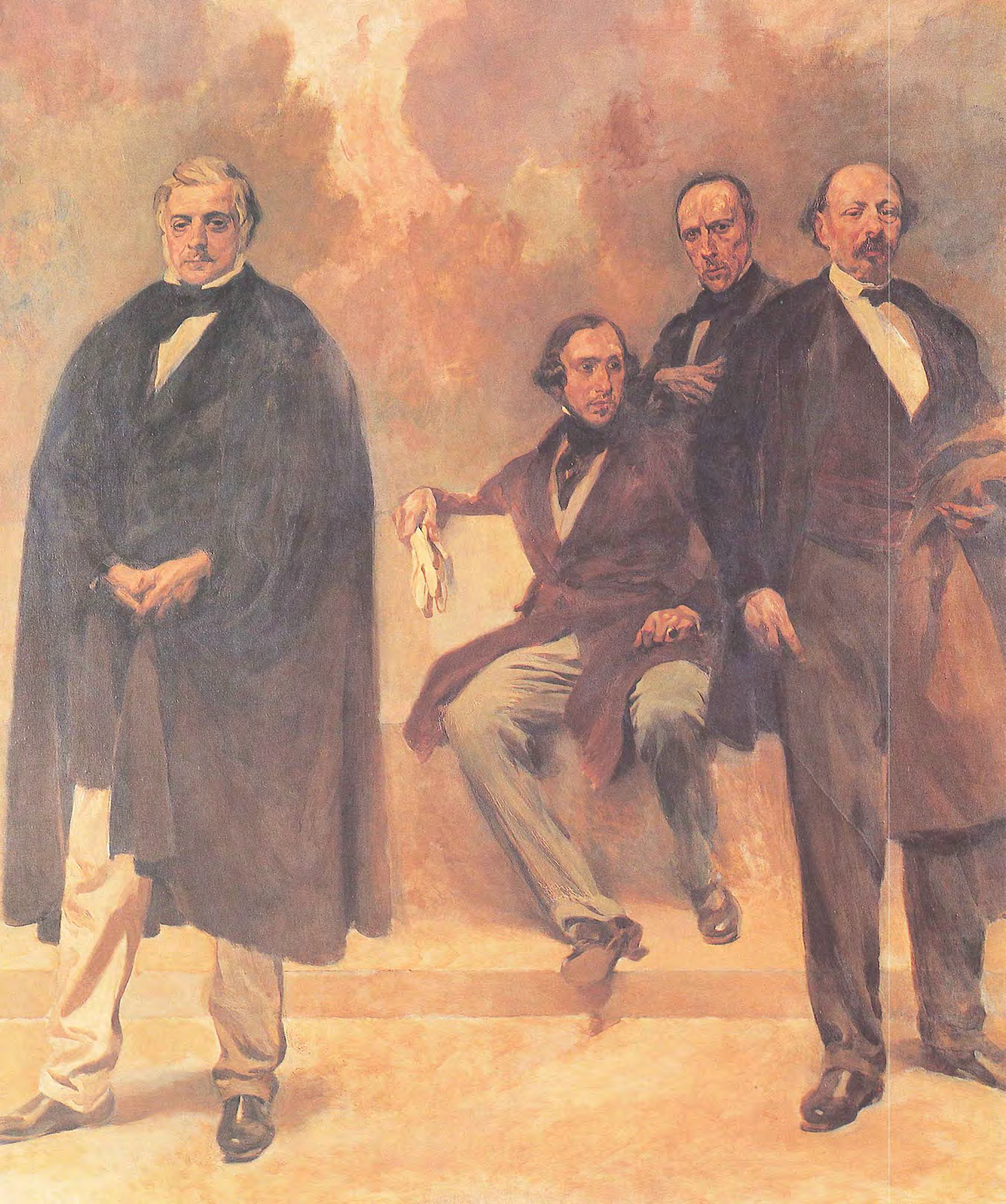
Passos Manuel, Almeida Garrett, Alexandre Herculano e José Estêvão de Magalhães nos Passos Perdidos, Assembleia da República Portuguesa.

A vitória do Liberalismo permitiu-lhe instalar-se novamente em Portugal, após uma curta estadia em Bruxelas como cônsul-geral e encarregado de negócios, onde lê Schiller, Goethe e Herder. Em Portugal exerceu cargos políticos, distinguindo-se nos anos 30 e 40 como um dos maiores oradores nacionais. Foram de sua iniciativa a criação do Conservatório de Arte Dramática, da Inspecção-Geral dos Teatros, do Panteão Nacional e do Teatro Normal (actualmente Teatro Nacional D. Maria II, em Lisboa). Mais do que construir um teatro, Garrett procurou sobretudo renovar a produção dramática nacional segundo os cânones já vigentes no estrangeiro.
Com a vitória cartista e o regresso de Costa Cabral ao governo, Almeida Garrett afasta-se da vida política até 1852. Contudo, em 1850 subscreveu, com mais de 50 personalidades, um protesto contra a proposta sobre a liberdade de imprensa, mais conhecida por “lei das rolhas”.

### Paixões de Garrett
A vida de Garrett foi tão apaixonante quanto a sua obra. Revolucionário nos anos 1820 e 1830, distinguiu-se posteriormente sobretudo como o tipo perfeito do dândi, ou janota, tornando-se árbitro de elegâncias e príncipe dos salões mundanos. Foi um homem de muitos amores, uma espécie de homem fatal. Foi em 1821, em plena representação da sua tragédia Catão, drama clássico, que se apaixonou perdidamente por uma bela jovem de 13 anos, Luísa Cândida de Midosi (1808-1892), com quem se casaria onze meses depois, a 11 de Novembro de 1822, na Igreja de São Nicolau (Lisboa). Foi contudo um casamento infeliz, tendo acabado em separação no ano de 1836 (supostamente por adultério dela, enquanto estiveram em Bruxelas e incompatibilidade de génios e desproporção de inteligências, ela voltaria a casar-se com Alexandre Désiré Létrillard, depois de convenção amigável e verbal desde Junho de 1836, com escritura em Outubro de 1839, proporcionando-lhe uma pensão compatível com os seus proventos de empregado público). Garrett passou então a viver amancebado com Adelaide Deville Pastor (1819–1841), de 17 anos, filha ilegítima de um negociante, João António Lopes Pastor, e de uma viúva, Jerónima Deville, até a morte desta, em 26 de Julho de 1841, por complicações de saúde resultantes do parto. 
Tiveram três filhos:
- Nuno João Alexandre José António de Almeida Garrett (São José (Lisboa), 25 de Novembro de 1837 – São José (Lisboa), 9 de Fevereiro de 1839) baptizado como filho de pais incógnitos em 7 de Dezembro de 1837 na Igreja Paroquial de São José em Lisboa e sepultado no Alto de São João;
- João de Almeida Garrett (6 de Novembro de 1839 – 16 de Dezembro de 1839);
- Maria Adelaide de Almeida Garrett (Encarnação (Lisboa), 12 de Janeiro de 1841 – São Martinho (Sintra), 4 de Janeiro de 1896) que mais tarde casou com Carlos Augusto Guimarães e teve descendência, cujos infortúnios e ilegitimidade inspiraram o pai a escrever a peça teatral Frei Luís de Sousa. Foi baptizada em 15 de Março de 1841 na Igreja Paroquial da Encarnação em Lisboa como apenas filha natural de Almeida Garrett, sendo legitimada em 4 de Junho de 1842, quase um ano após a morte de sua mãe. Orfã muito cedo, passou a mocidade no Colégio das Salésias, conceituada instituição de educação; era tratada pelo seu pai por Mimi, que dedicou todo o seu cuidado a esta filha única que era o seu encanto, não descurando a sua formação cívica, moral, religiosa e intelectual.

Mais tarde, teve um filho ilegítimo em 1947, nascido no Brasil, fruto de uma relação amorosa e secreta com a sua pupila Maria Velluti, e veio a ser amante de Rosa de Montúfar y García-Infante (1815-1883), uma fidalga espanhola, filha do 3.º Marquês de Selva Alegre e mulher de Joaquim António Velez Barreiros, 1.º Barão e 1.º Visconde de Nossa Senhora da Luz e por duas vezes (277.º e 286.º) Comandante da Ordem da Imaculada Concepção de Vila Viçosa, e Ministro e Governador de Cabo Verde, a quem celebrou no seu último e provavelmente melhor livro de poemas, Folhas Caídas. 

### Resumo Biográfico

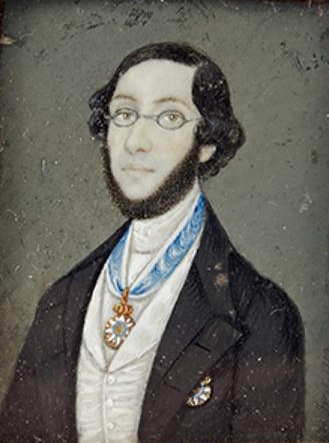
Retrato de Garrett, datado de 1843, com as insignias de Comendador da Ordem de Nossa Senhora da Conceição de Vila Viçosa.

Como segundo filho do selador-mor da Alfândega do Porto, acompanhou a família quando esta se refugiou nos Açores, onde tinha propriedades, fugindo da segunda invasão francesa, realizada pelo exército comandado pelo marechal Soult que entrando em Portugal por Chaves se dirigiu para o Porto, ocupando-o.
Passou a adolescência na ilha Terceira, tendo sido destinado à vida eclesiástica, devendo entrar na Ordem de Cristo, por intercedência do tio paterno, Frei D. Alexandre da Sagrada Família, bispo de Malaca e depois de Angra.
Em 1816, tendo regressado ao continente, inscreveu-se na Universidade, na Faculdade de Leis, sendo aí que entrou em contacto com os ideais liberais. Em Coimbra, organiza uma loja maçónica, que será frequentada por alunos da Universidade como Manuel Passos. Em 1818, começa a usar o apelido Almeida Garrett, assim como toda a sua família.
Participa entusiasticamente na revolução de 1820, de que parece ter tido conhecimento atempado, como parece provar a poesia As férias, escrita em 1819. Enquanto dirigente estudantil e orador defende o vintismo com ardor escrevendo um Hino Patriótico recitado no Teatro de São João. Em 1821, funda a Sociedade dos Jardineiros, e volta aos Açores numa viagem de possível motivação maçónica. De regresso ao Continente, estabelece-se em Lisboa, onde continua a publicar escritos patrióticos. Concluindo a Licenciatura em Novembro deste ano.
Em Coimbra publica o poema libertino O Retrato de Vénus, que lhe vale ser acusado de materialista e ateu, assim como de «abuso da liberdade de imprensa», de que será absolvido em 1822. Torna-se secretário particular de Silva Carvalho, secretário de estado dos Negócios do Reino, ingressando em Agosto na respectiva secretaria, com o lugar de chefe de repartição da instrução pública. No fim do ano, em 11 de Novembro, casa com Luísa Midosi.
A Vilafrancada, o golpe militar de D. Miguel que, em 1823, acaba com a primeira experiência liberal em Portugal, leva-o para o exílio. Estabelece-se em Março de 1824 no Havre, cidade portuária francesa na foz do Sena, mas em Dezembro está desempregado, o que o leva a ir viver para Paris. Não lhe sendo permitido o regresso a Portugal, volta ao seu antigo emprego no Havre. Em 1826 está de volta a Paris, para ir trabalhar na livraria Aillaud. A mulher regressa a Portugal.
É amnistiado após a morte de D. João VI, regressando com os últimos emigrados, após a outorga da Carta Constitucional, reocupando em Agosto o seu lugar na Secretaria de Estado. Em Outubro começa a editar «O Português, diário político, literário e comercial», sendo preso em finais do ano seguinte. Libertado, volta ao exílio em Junho de 1828, devido ao restabelecimento do regime tradicional por D. Miguel. De 1828 a Dezembro de 1831 vive em Inglaterra, indo depois para França, onde se integra num batalhão de caçadores, e mais tarde, em 1832, para os Açores integrado na expedição comandada por D. Pedro IV. Nos Açores transfere-se para o corpo académico, sendo mais tarde chamado, por Mouzinho da Silveira, para a Secretaria de Estado do Reino.
Participa na expedição liberal que desembarca no Mindelo e ocupa o Porto em Julho de 1832. No Porto, é reintegrado como oficial na secretaria de estado do Reino, acumulando com o trabalho na comissão encarregada do projecto de criação do Códigos Criminal e Comercial.
Em Novembro parte com Palmela para uma missão a várias cortes europeias, mas a missão é dissolvida em Janeiro e Almeida Garrett vê-se abandonado em Inglaterra, indo para Paris onde se encontra com a mulher.
Só com a ocupação de Lisboa em Julho de 1833, consegue apoio para o seu regresso, que acontece em Outubro. Em 2 de Novembro é nomeado vogal-secretário da Comissão de reforma geral dos estudos. É por essa altura que terá se instalado no palácio dos Condes de Almada, no Largo de S. Domingos, em Lisboa, onde reunia a referida comissão. Em Fevereiro do ano seguinte é nomeado cônsul-geral e encarregado de negócios na Bélgica, onde chega em Junho, mas é de novo abandonado pelo governo.
Regressa a Portugal em princípios de 1835, regressando ao seu posto em Maio. Estava em Paris, em tratamento, quando foi substituído sem aviso prévio na embaixada belga. Nomeado embaixador na Dinamarca, é demitido antes mesmo de abandonar a Bélgica.
Estes sucessivos abandonos por parte dos governos cartistas, levam-no a envolver-se com o Setembrismo, sendo um dos fundadores da esquerdista Sociedade Patriótica Lisbonense em Março de 1836, dando assim origem à sua carreira parlamentar. 
Logo em 28 de Setembro é incumbido de apresentar uma proposta para o teatro nacional, o que faz propondo a organização de uma Inspecção-Geral dos Teatros, a edificação do Teatro D. Maria II e a criação do Conservatório de Arte Dramática. Os anos de 1837 e 1838, são preenchidos nas discussões políticas que levarão à aprovação da Constituição de 1838, e na renovação do teatro nacional.
Em 20 de Dezembro é nomeado cronista-mor do Reino, organizando logo no princípio de 1839 um curso de leituras públicas de História. No ano seguinte o curso versa a «história política, literária e científica de Portugal no século XVI».
Em 15 de Julho de 1841 ataca violentamente o ministro António José d'Ávila, num discurso a propósito da Lei da Décima, o que implica sua passagem para a oposição e o leva à demissão de todos os cargos públicos. Em 1842, opõe-se à restauração da Carta proclamada no Porto por Costa Cabral. Eleito deputado nas eleições para a nova Câmara dos Deputados cartista, recusa qualquer nomeação para as comissões parlamentares, como toda a esquerda parlamentar. No ano seguinte ataca violentamente o governo cabralista, que compara ao absolutista.

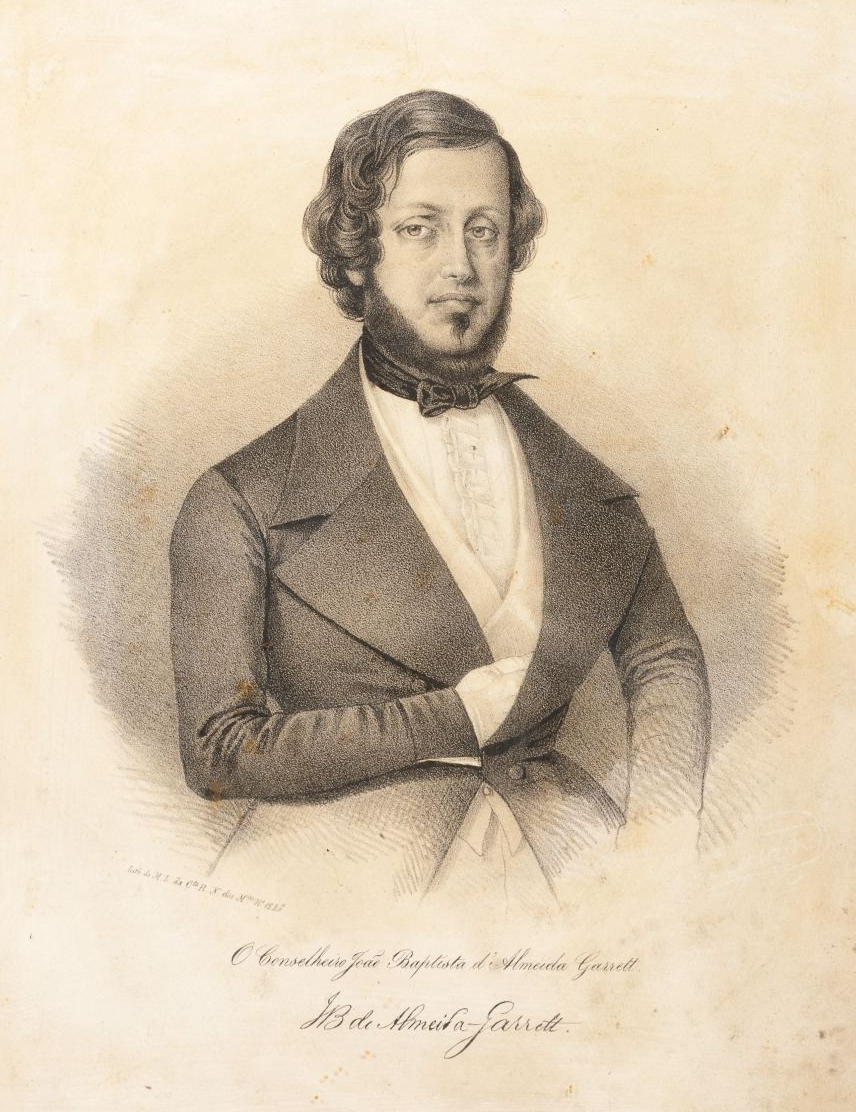
Litografia sobre papel de Almeida Garrett, Leiloaria São Domingos.

É neste ano de 1843 que começou a publicar, na Revista Universal Lisbonense, as Viagens na Minha Terra, descrevendo a viagem ao vale de Santarém começada em 17 de Julho. Anteriormente, em 6 de Maio, tinha lido no Conservatório Nacional uma memória em que apresentou a peça de teatro Frei Luís de Sousa, fazendo a primeira leitura do drama.
Continuando sua oposição ao Cabralismo, participa na Associação Eleitoral, dirigida por Sá da Bandeira, assim como nas eleições de 1845, onde foi um dos 15 membros da minoria da oposição na nova Câmara. Em 17 de Janeiro de 1846, proferiu um discurso em que considerava a minoria como representante da «grande nação dos oprimidos», pedindo em 7 de Maio a demissão do governo e, em Junho, a convocação de novas Cortes.
Com o despoletar da revolução da Maria da Fonte e da Guerra Civil da Patuleia, Almeida Garrett – que apoia o movimento – tem que passar a andar escondido, reaparecendo em Junho, com a assinatura da Convenção de Gramido.
Com a vitória cartista e o regresso de Costa Cabral ao governo, Almeida Garrett é afastado da vida política, até 1852. Em 1849, passa uma breve temporada em casa de Alexandre Herculano, na Ajuda. Em 1850, subscreve com mais de 50 outras personalidades um Protesto contra a Proposta sobre a Liberdade de Imprensa, mais conhecida por «lei das rolhas». Costa Cabral nomeia-o, em Dezembro, para a comissão do monumento a D. Pedro IV.
Com o fim do Cabralismo e o começo da Regeneração, em 1851, Almeida Garrett é consagrado oficialmente. É nomeado sucessivamente para a redacção das instruções ao projecto da lei eleitoral, como plenipotenciário nas negociações com a Santa Sé, para a comissão de reforma da Academia das Ciências, vogal na comissão das bases da lei eleitoral, e na comissão de reorganização dos serviços públicos, para além de vogal do Conselho Ultramarino, e de estar encarregado da redacção do que irá ser o Acto Adicional à Carta.
Por decreto do Rei D. Pedro V de Portugal, datado de 25 de junho de 1851, Garrett é feito Visconde de Almeida Garrett, em vida (tendo o título sido posteriormente renovado por 2 vezes). Em 1852 sobraça, por poucos dias, a pasta dos Negócios Estrangeiros, em governo presidido pelo Duque de Saldanha.
Em 1852 é eleito novamente deputado, e de 4 a 17 de Agosto será ministro dos Negócios Estrangeiros. A sua última intervenção no Parlamento será em Março de 1854 em ataque ao governo na pessoa de Rodrigo de Fonseca Magalhães.
Morreu a 9 de dezembro de 1854, de cancro do fígado, na sua casa situada na atual Rua Saraiva de Carvalho, em Campo de Ourique, Lisboa. Foi sepultado no Cemitério dos Prazeres, em Lisboa, tendo sido trasladado a 3 de Maio de 1903 para o Mosteiro dos Jerónimos. Os seus restos mortais foram posteriormente trasladados para o Panteão Nacional da Igreja de Santa Engrácia aquando do término deste edifício. A cerimónia ocorreu em homenagem a si e a mais outras ilustres figuras portuguesas, entre os dias 1 e 5 de dezembro de 1966.
| “ | Não: plantai batatas, ó geração de vapor e de pó de pedra, macadamizai estradas, fazeis caminhos de ferro, construí passarolas de Ícaro, para andar a qual mais depressa, estas horas contadas de uma vida toda material, maçuda e grossa como tendes feito esta que Deus nos deu tão diferente do que a que hoje vivemos. Andai, ganha-pães, andai; reduzi tudo a cifras, todas as considerações deste mundo a equações de interesse corporal, comprai, vendei, agiotai. No fim de tudo isto, o que lucrou a espécie humana? Que há mais umas poucas dúzias de homens ricos. E eu pergunto aos economistas políticos, aos moralistas, se já calcularam o número de indivíduos que é forçoso condenar a miséria, ao trabalho desproporcionado, à desmoralização, à infâmia, à ignorância crapulosa, à desgraça invencível, à penúria absoluta, para produzir um rico? - Que lho digam no Parlamento inglês, onde, depois de tantas comissões de inquérito, já devia andar orçado o número de almas que é preciso vender ao diabo, número de corpos que se tem de entregar antes do tempo ao cemitério para fazer um tecelão rico e fidalgo como Sir Roberto Peel, um mineiro, um banqueiro, um granjeeiro, seja o que for: cada homem rico, abastado, custa centos de infelizes, de miseráveis. | ” |

## Relevância na literatura portuguesa
No século XIX e em boa parte do século XX, a obra literária de Garrett era geralmente tida como uma das mais geniais da língua, inferior apenas à de Camões. A crítica do século XX (notavelmente João Gaspar Simões) veio questionar essa apreciação, assinalando os aspectos mais fracos da produção garrettiana.
No entanto, a sua obra conservará para sempre o seu lugar na história da literatura portuguesa, pelas inovações que a ela trouxe e que abriram novos rumos aos autores que se lhe seguiram. Garrett, até pelo acentuado individualismo que atravessa toda a sua obra, merece ser considerado o autor mais representativo do romantismo em Portugal.

## Cronologia das obras

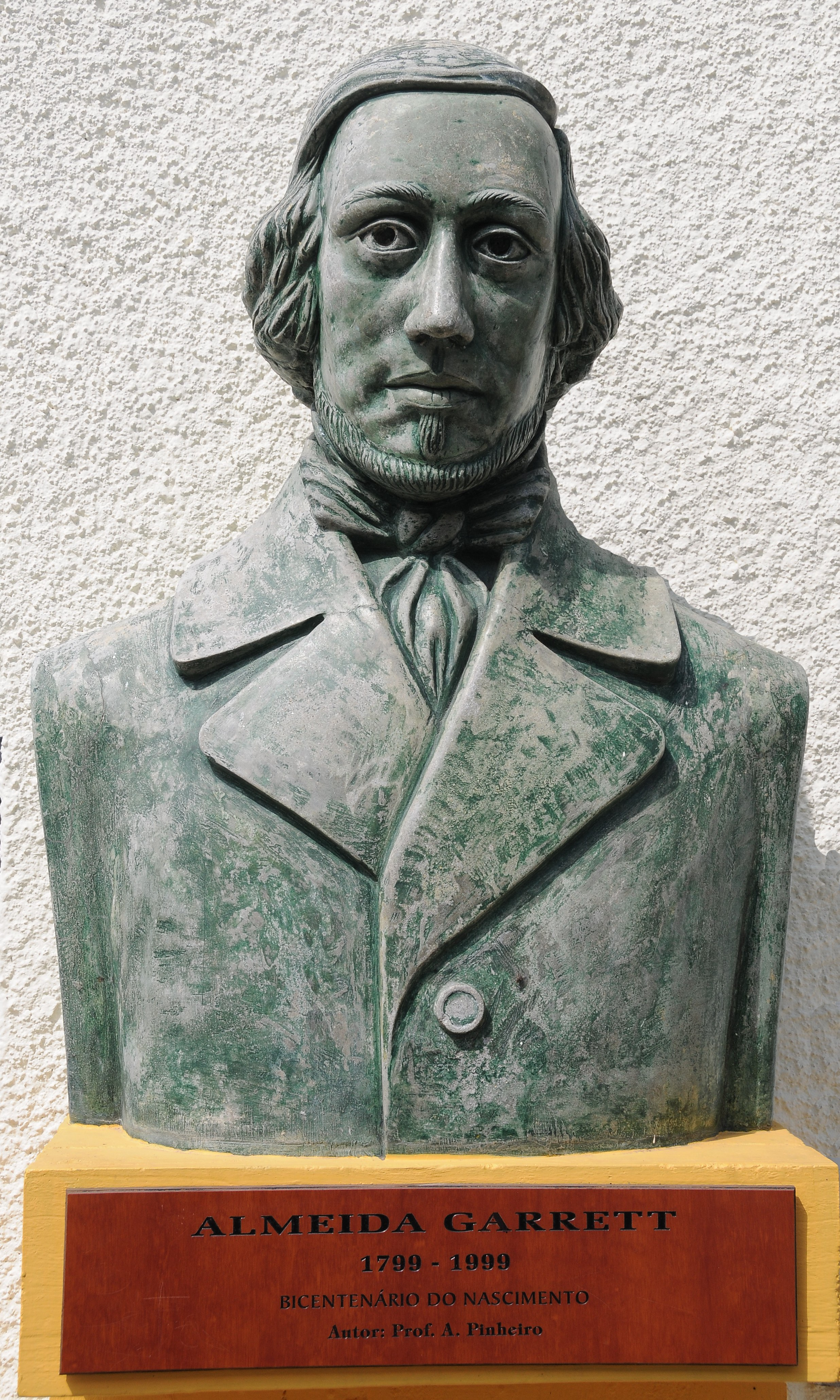
Almeida Garrett pelo escultor António Pinheiro.

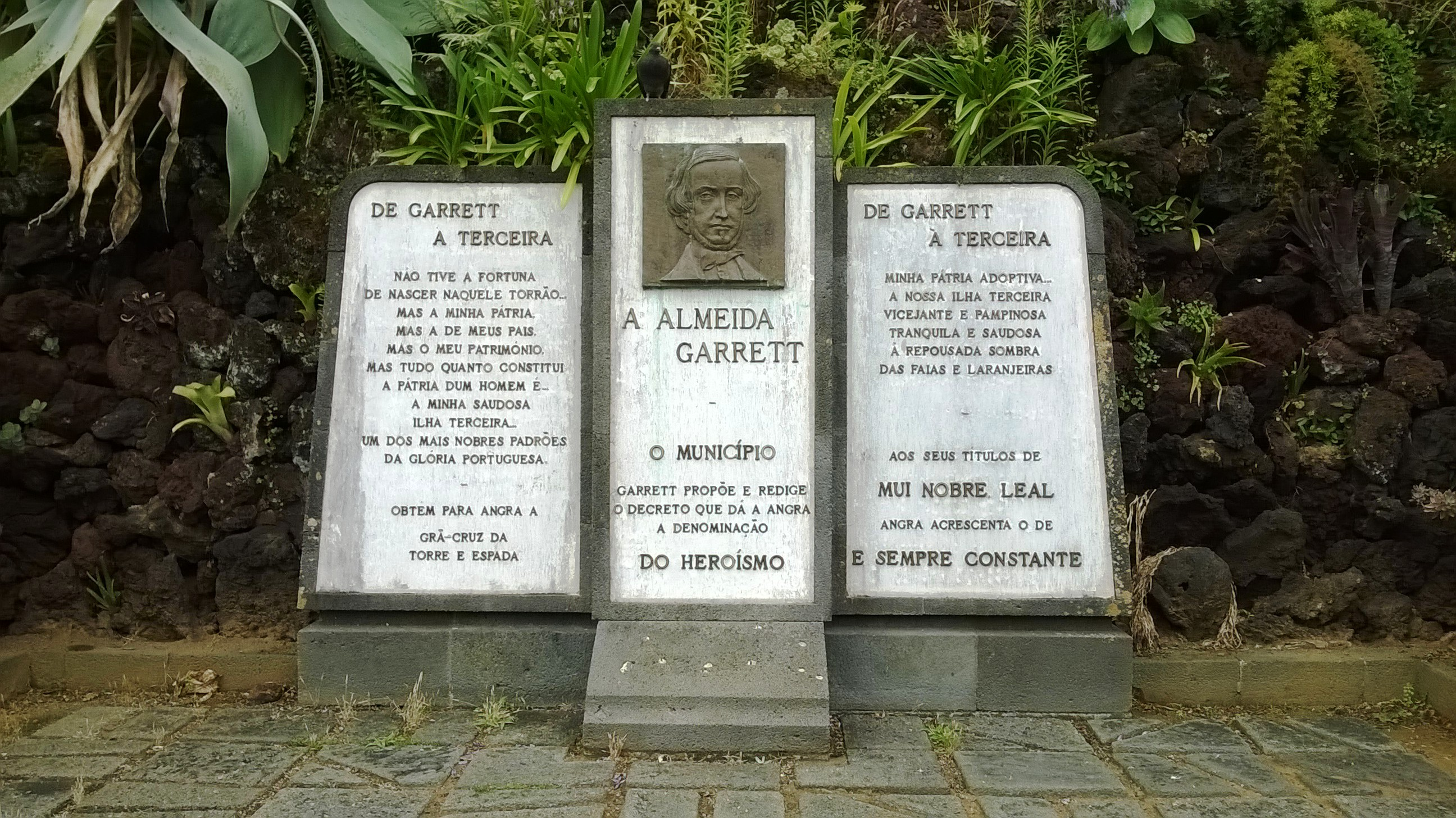
Monumento em homenagem a Almeida Garrett, Jardim Duque da Terceira, Angra do Heroísmo.

Primeiras edições ou representações
- 1819: Lucrécia
- 1820: Mérope (não chegou a ser representada)
- 1821: O Retrato de Vénus; Catão (representado a 29 de setembro, no Teatro do Bairro Alto, a S. Roque);
- 1822: O Toucador
- 1825: Camões
- 1826: Dona Branca
- 1828: Adozinda
- 1829: Lírica de João Mínimo; Da Educação (ensaio)
- 1830: Portugal na Balança da Europa (ensaio)
- 1838: Um Auto de Gil Vicente (representado no teatro Nacional da rua dos Condes)
- 1841: O Alfageme de Santarém (1842 segundo algumas fontes; representado no teatro Nacional da rua dos Condes)
- 1843: Romanceiro e Cancioneiro Geral - tomo 1; Frei Luís de Sousa (representado no teatro particular da Quinta do Pinheiro)
- 1845: O Arco de Sant'Ana - tomo 1; Flores sem fruto
- 1846: Viagens na minha terra; D. Filipa de Vilhena (inclui Falar Verdade a Mentir e Tio Simplício; representada no teatro da rua do Salitre, por alunos do Conservatório Dramático)
- 1848: As profecias do Bandarra; Um Noivado no Dafundo; A sobrinha do Marquês
- 1849: Memória Histórica de J. Xavier Mouzinho da Silveira
- 1850: O Arco de Sant'Ana - tomo 2;
- 1851: Romanceiro e Cancioneiro Geral - tomos 2 e 3
- 1853: Folhas Caídas
- 1871: Discursos Parlamentares e Memórias Biográficas (antologia póstuma)

### Publicações periódicas
- 1827: O cronista
- 1830: Memórias de uma África sofrida